# Spider-Man : Bataille pour New York
Spider-Man : Bataille pour New York (Spider-Man: Battle for New York) est un jeu vidéo d'action-plates-formes développé par Torus Games et édité par Activision en 2006 sur Game Boy Advance et Nintendo DS. C'est un préquel du jeu sorti l'année précédente en 2005 Ultimate Spider-Man qui propose de vivre la première confrontation entre Spider-Man et le Bouffon Vert dans l'univers Ultimate, et explique pourquoi on retrouve le Bouffon prisonnier du SHIELD dans le premier jeu. Contrairement à ce dernier, il n'a été édité que sur consoles de jeu portables et pas sur PC ou consoles de salon.
Comme son titre l'indique, il est proposé au joueur de vivre une aventure avec l'homme araignée provenant des Marvel Comics américains.

## Synopsis
Après avoir découvert la véritable identité de Spider-Man et comment il a acquis ses super pouvoirs, Norman Osborn tente de recréer le processus sur lui-même, et crée le « Sérum d'Oz », pensant que sa connaissance supérieure et l’accès à Oscorp Industries obtiendrait un meilleur résultat. Il se transforme alors en Bouffon Vert (avec quelques effets secondaires). Pensant que son expérience est un succès, il commence alors à utiliser sa formule sur d’autres personnes pour créer une armée de Bouffons, les « Enfants d'Oz ». 
Spider-Man comprend ce qui se passe et va tenter de mettre un terme aux agissements du Bouffon avant qu’il ne puisse prendre le contrôle total de New York.

## Système de jeu
Le système de jeu de Spider-Man : Bataille pour New York reprend le même que celui de Ultimate Spider-Man. En effet, en plus d'incarner Spider-Man, le joueur à la possibilité d'incarner le Super-Bouffon : un monstre vert qui est l'évolution du Bouffon Vert. Le joueur peut ainsi détruire tout sur son passage en Super-Bouffon et sauver le monde en Spider-Man.

### Personnages
| Liste des personnages |
| --- |
| - Peter Parker / Spider-Man (jouable) - Norman Osborn / Le Bouffon Vert (sous l'apparence du Super-Bouffon) (jouable) - Mary Jane « MJ » Watson - Nick Fury, directeur du SHIELD - Le scientifique, assistant de Norman Osborn - Wilson Fisk / Le Caïd - Silver Sable - Ben Urich, reporter au Daily Bugle - Le Singe, expérience de Norman Osborn sur un cobaye humain - L'Homme d'acier, expérience de Norman Osborn sur un cobaye humain - Le professeur de lycée de Peter Parker - Steven « Steve » Rogers / Captain America, membre des Ultimates (Vengeurs version Ultimate) - Anthony « Tony » Stark / Iron Man, membre des Ultimates (Vengeurs version Ultimate) - Thor Odinson / Thor, membre des Ultimates (Vengeurs version Ultimate) - Pietro Maximoff / Vif-Argent, membre des Ultimates (Vengeurs version Ultimate) - Wanda Maximoff / la Sorcière rouge, membre des Ultimates (Vengeurs version Ultimate) |
| Ennemis |
| - Voyous et gangs criminels - Braqueurs de banque - Enfants d'Oz, sbires du Bouffon Vert - Fantômes du Bouffon Vert - Sbires du Caïd - Policiers (ennemis pour le Bouffon Vert uniquement) - Policiers du SWAT (ennemis pour le Bouffon Vert uniquement) - Agents du SHIELD (ennemis pour le Bouffon Vert uniquement) |
| Autres |
| - Passants de New York - Civils à sauver |